# Seely Ridge
Seely Ridge ist ein 10 km langer und bis zu 1240 m hoher Gebirgskamm im westantarktischen Queen Elizabeth Land. In der Neptune Range der Pensacola Mountains erstreckt er sich von den West Prongs in nordöstlicher Richtung bis zum Heiser Ridge.
Das Advisory Committee on Antarctic Names benannte ihn 1995 nach Benjamin Warren Seely (1873–1954), einem Zimmerer aus Florida, der 1915 auf der Naval Air Station Pensacola ein aufblasbares Rettungsfloß entwickelt hatte.